# استاد (فیلم ۱۹۸۵)
استاد (به هندی: Masterji) فیلمی محصول سال ۱۹۸۵ و به کارگردانی کی. راگاوندرا رائو است. در این فیلم بازیگرانی همچون راجش خانا، سری دوی، آنیتا راج، قادرخان، شاکتی کاپور، آسرانی، آریونا ایرانی، شیاما، جایشری گادکار ایفای نقش کرده‌اند.